# Памятник «вежливым людям» (Симферополь)
Па́мятник «ве́жливым лю́дям» в Симферополе, перед зданием крымского парламента, был открыт в 2016 году.

## Описание

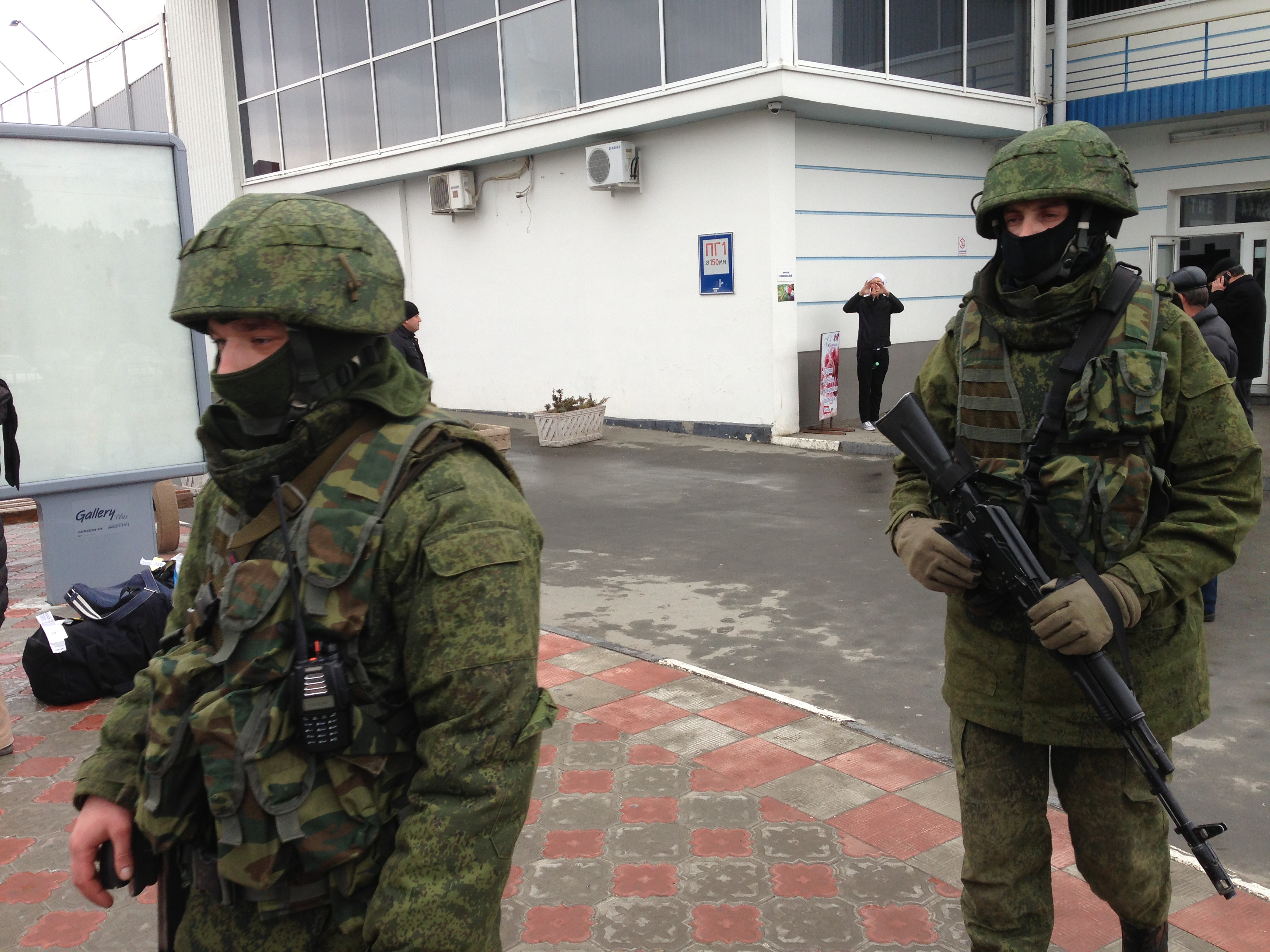
Российские военные в форме без опознавательных знаков в аэропорту Симферополя во время захвата Крыма, 28 февраля 2014 года

Памятник посвящён сотрудникам сил специальных операций России и другим российским военным, которые в форме без опознавательных знаков захватили Крым в 2014 году. Российская пропаганда называет их «вежливыми людьми».

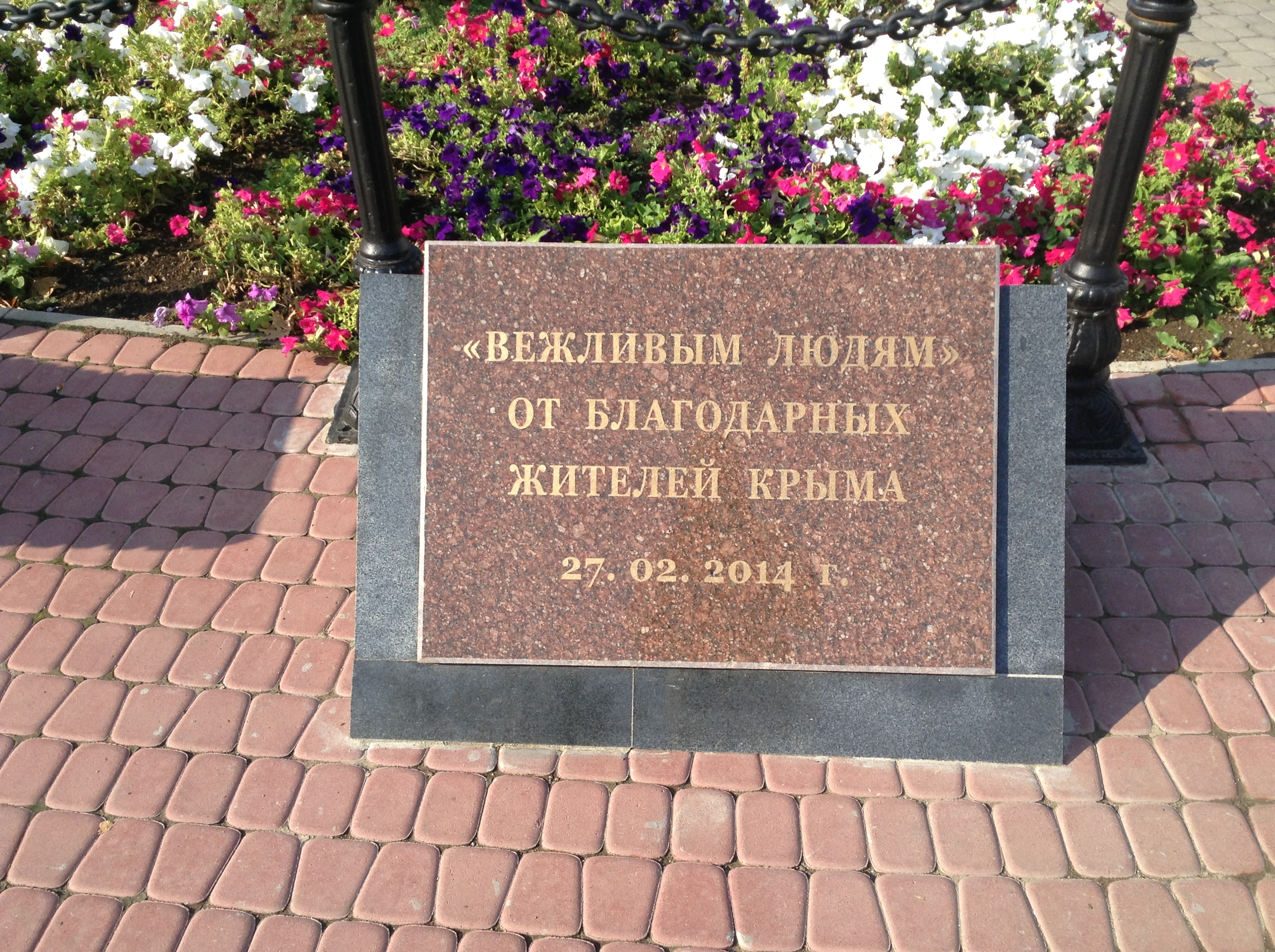
Табличка у памятника

Памятник представляет собой бронзовую скульптурную группу — военный, кот у его ног и девочка, дарящая ему цветы. Вес памятника составляет более тонны. Стоимость памятника — более 5 миллионов рублей. Автор — скульптор из Москвы, народный художник России Салават Щербаков.
В 2016 году телеканал Russia Today отмечал, что прототипом военнослужащего являлся «реальный участник событий 2014 года», а для фигуры девочки позировала молодая спортсменка из России. В 2023 году куратор детской администрации Симферополя Елена Сафонова и блогер Александр Талипов сообщили, что нашли людей, послуживших прототипами героев скульптуры: 6-летнюю (в 2014 году) местную девочку Анну Соловьян и российского военного Михаила. По сообщению издания «Вечерняя Москва», во время захвата Крыма девочка подошла к военным, её пустили за кордон и российский военный вручил ей шоколадку.
По мнению украинского историка Андрея Иванца, памятник «активно используется для пропагандистской обработки как населения Крыма и России, так и иностранных политиков».

## История
Памятник был открыт 11 июня 2016 года, за день до Дня России. Инициатором его установки был Валерий Аксёнов, отец российского главы Крыма Сергей Аксёнов. На церемонии открытия присутствовали Сергей Аксёнов, полномочный представитель президента России в Крымском федеральном округе О. Белавенцев, священники Украинской православной церкви Московского патриархата, крымские «ополченцы» и моряки Черноморского флота, собралось около сотни зрителей. Во время открытия Сергей Аксёнов высказал желание продвигать бренд «вежливых людей».
В октябре 2018 года Сергей Аксёнов передал статуэтку — копию памятника президенту Сирии Башару Асаду.
В январе 2019 года памятник был облит краской. По заявлению пресс-службы МВД России по Республике Крым, когда подозреваемый был задержан, он находился в состоянии алкогольного опьянения. Памятник повреждений не получил и был отмыт. Центральный районный суд Симферополя обвинил в порче памятника украинца Максима Сокуренко и осудил его по части 2 статьи 214 УК России (вандализм) на шесть месяцев лишения свободы в колонии-поселении. Сокуренко вину не признал. Согласно тексту приговора, он облил памятник «для выражения своей гражданской позиции» (Сокуренко не признаёт Крым российским). По мнению Крымской правозащитной группы, приговор политически мотивирован.